# Bitwa o Oborniki
Bitwa o Oborniki – starcie zbrojne mające miejsce 24 stycznia 1945 między oddziałami Armii Czerwonej a wojskami niemieckimi, zakończone zdobyciem i uwolnieniem Obornik spod okupacji niemieckiej.

## Przebieg działań bojowych
W wyniku pomyślnego przebiegu ofensywy Armii Czerwonej która ruszyła 12 stycznia 1945, jako pierwsze dotarły do Obornik radzieckie armie pancerne. Były to 1 Gwardyjska Armia Pancerna dowodzona przez gen. Michała Katukowa i 2 Gwardyjska Armia Pancerna dowodzona przez gen. Siemiona Bogdanowa.  
Ponieważ Niemcy uczynili z miasta Oborniki silny punkt oporu doszło do walk. W bojach o Oborniki w tym w walkach w mieście uczestniczyli żołnierze 44 Gwardyjskiej Brygady Pancernej dowodzonej przez płk. Józefa Gusakowskiego oraz 1 Korpusu Zmechanizowanego dowodzonego przez gen. Siemiona Kriwoszeina. Garnizon niemiecki został pokonany, jednak Niemcy pod osłoną nocy wycofali się z miasta, niszcząc przy okazji mosty. W dniu 24 stycznia 1945 roku mieszkańcy Obornik zostali uwolnieni spod okupacji niemieckiej. 